# عمر خليل
عمر خليل (مواليد 8 مارس 1977) هو لاعب كرة قدم فلسطيني ولد في سوريا.
لعب خليل مع منتخب فلسطين لكرة القدم في مباريات عدة، بما في ذلك مباراة في تصفيات كأس العالم لكرة القدم 2006 ضد العراق في 16 أكتوبر 2004.